# Джованні Леонардо да Кутро

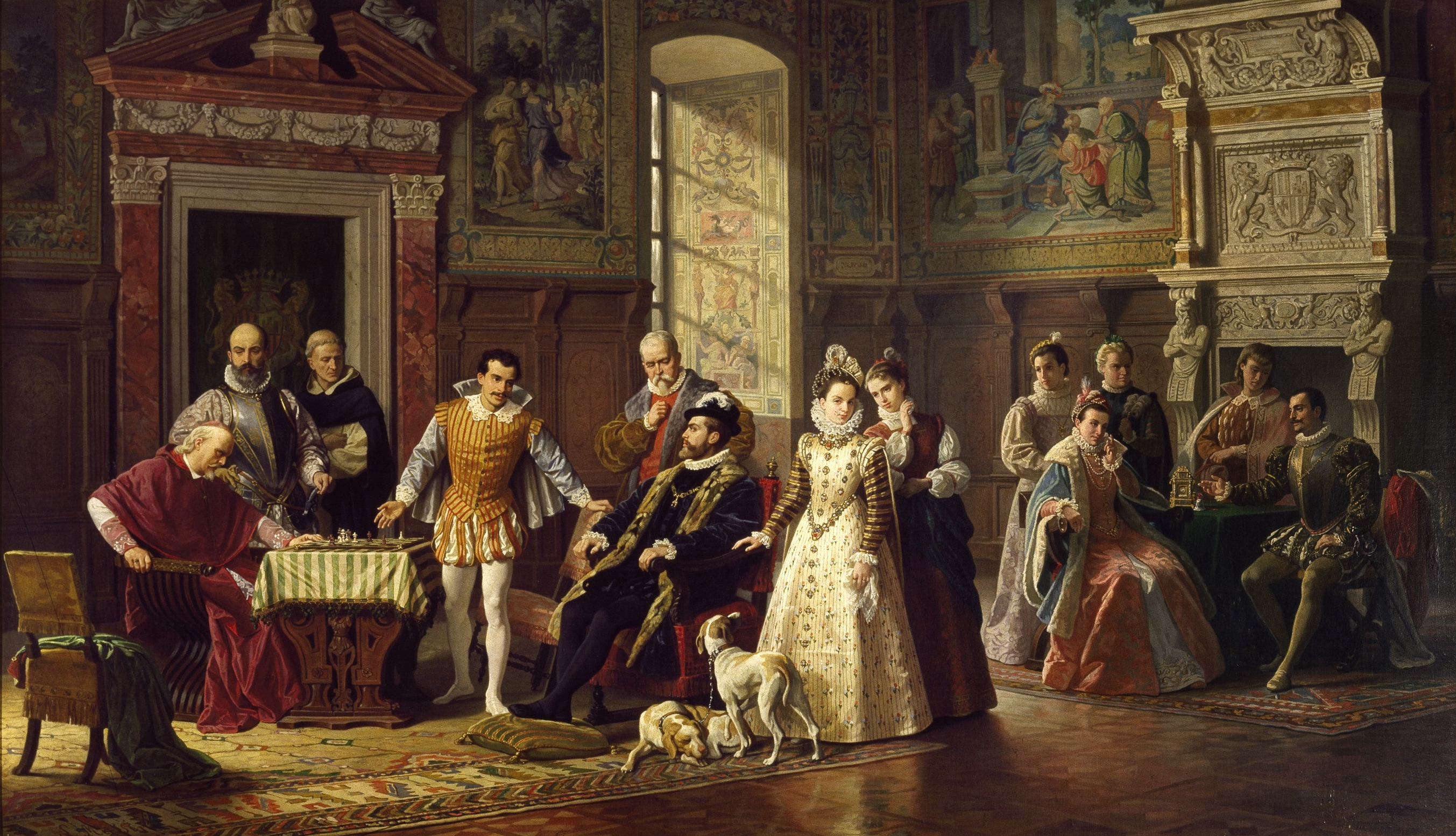
Джованні Леонардо да Кутро

Джованні Леонардо да Кутро (на прізвисько  Малюк; італ. Giò Leonardo Di Bona або Leonardo Giovanni da Cutro; 1542, Кутро, Калабрія — 1587) — італійський шахіст, один з найперших європейських майстрів. Юнаком приїхав до Риму, де зацікавився шахами. Там програв кілька партій Рую Лопесу (1560). В 1574 — 1575 роках відвідав Мадрид, де в присутності короля Іспанії Філіпа II виграв у Руя Лопеса та іншого іспанського шахіста  Альфонсо Серона. Якось побував у Португалії, де при дворі короля Себастьяна переміг найсильнішого португальського гравця, справжнє ім'я якого не збереглося, а в історію суперник Леонардо увійшов під прізвиськом Мавр. Після повернення на батьківщину був отруєний. Як говорили, його отруїв невідомий конкурент — із заздрості до слави «шахового короля». 
Історію життя Леонардо опублікував Алессандро Сальвіо (1634). 